# کمیته بین‌المللی بازی جوانمردانه

لوگوی رسمی کمیته

کمیته بین‌المللی بازی جوانمردانه (به فرانسوی: Comité International pour le Fair Play) و با نام کوتاه شده CIFP، یک ارگان غیرانتفاعی و غیردولتی است که در خدمت ترویج روحیه ورزشکاری در رقابت‌های بین‌المللی می‌باشد. جوایزی به صورت سالیانه از سوی این کمیته به ورزشکارانی که بازی‌های جوانمردانه انجام می‌دهند یا به ترویج آن کمک می‌کنند، اعطا می‌نماید. مراسم اعطای جوایز این کمیته در فرانسه برگزار می‌شود و از طریق تلویزیون در اروپا پخش می‌گردد.

## تاریخچه

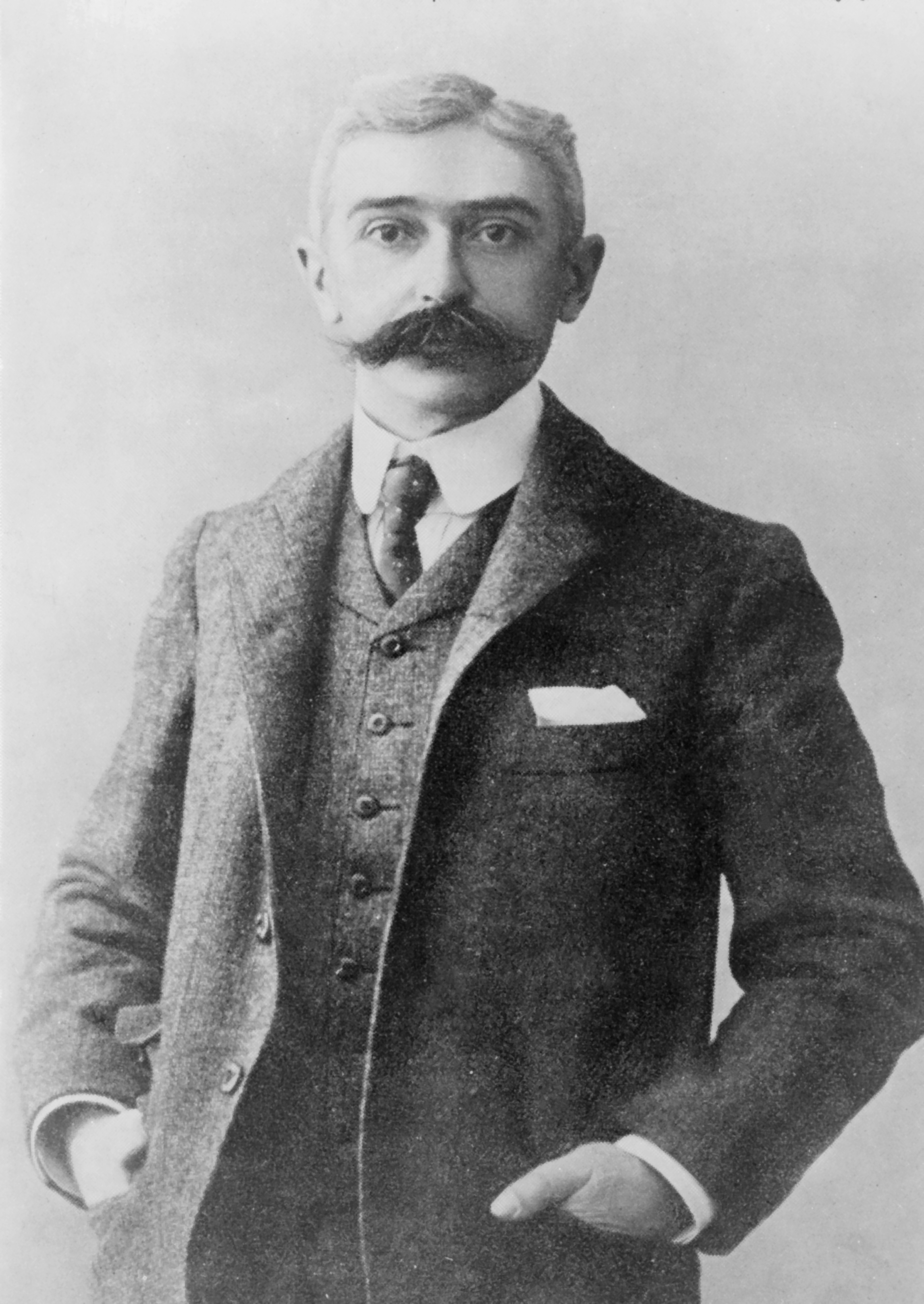
پیر دو کوبرتن، بنیانگذار بازیهای المپیک مدرن، دارای یک جایزه به نام و به افتخار او.

کمیته بین‌المللی بازی جوانمردانه در سال ۱۹۶۳ در کشور فرانسه پایه‌گذاری شده‌است و این کمیته عضو یونسکو، انجمن مطبوعات بین‌المللی ورزش، شورای بین‌المللی علوم ورزشی و تربیت بدنی، فیفا، فیبا، فیلا و راگبی جهانی می‌باشد.
اولین جایزه این کمیته دو سال بعد از تأسیس به ایوجینیو مانتی یک ورزشکار سورتمه سواری اهل ایتالیا اعطا شد. کمک مانتی در بازی‌های المپیک زمستانی ۱۹۶۴ به تونی ویش ورزشکار اهل بریتانیا، باعث کسب مدال طلای آن دوره از مسابقات توسط تونی شده بود.

## لینک‌های مرتبط
- Official website